# 노가이어
노가이어(Ногай)는 러시아 연방 북캅카스 지역(주로 스타브로폴 지방, 다게스탄 공화국, 카라차예보체르케스카야 공화국) 등지에 거주하는 노가이인들이 사용하는 튀르크어족의 언어이다. 킵차크어파에 속하며, 같은 분파의 카자흐어, 카라칼파크어, 크림 타타르어와 가깝다.

## 방언
크게 3개의 방언이 있는데, 다게스탄의 흑노가이(Qara-Nogai) 방언, 스타브로폴 지방의 노가이(Nogai Proper, Central Nogai) 방언, 카라차예보체르케시야의 백노가이(Aqnogai) 방언이다. 백노가이 방언이 비교적 차이가 크나, 세 방언은 모두 서로 알아들을 수 있다.
북캅카스 밖의 지역에 사는 노가이인들의 언어 변종도 종종 방언으로 여겨진다. 크게 불가리아, 루마니아, 튀르키예에 거주하는 노가이인들의 오스만 튀르크어 영향을 받은 변종과, 아스트라한 노가이인들의 변종이 있다.

## 음운
|        | 전설 모음 | 후설 모음 |
| ------ | --------- | --------- |
| 고모음 | i, y      | ɯ, u      |
| 중모음 | e         | o         |
| 저모음 | æ, œ      | a         |

|        | 순음   | 치경음 | 경구개음 | 연구개음 | 구개수음 |
| ------ | ------ | ------ | -------- | -------- | -------- |
| 파열음 | p, b   | t, d   |          | k, ɡ     | q        |
| 마찰음 | (f, v) | s, z   | ʃ, ʒ     |          | χ, ʁ     |
| 파찰음 |        | (ts)   | (tʃ), dʒ |          |          |
| 비음   | m      | n      |          | ŋ        |          |
| 유음   |        | l, r   |          |          |          |
| 접근음 | w      |        | j        |          |          |

## 문자
1928년까지 아랍 문자를 사용했다. 그 이후에는 라틴 문자를 사용하다가 1938년부터 키릴 문자를 차용하고 있다.